# المعهد التعاوني لأبحاث العلوم البيئية
المعهد التعاوني لأبحاث العلوم البيئية هو معهد أبحاث يرعاه بشكل مشترك الإدارة الوطنية للمحيطات والغلاف الجوي ومكتب الأبحاث المتعلقة بالمحيطات والغلاف الجوي وجامعة كولورادو بولدر. يدرس علماء المعهد التعاوني لأبحاث العلوم البيئية نظام الأرض، بما في ذلك الغلاف الجوي والغلاف المائي والغلاف الجليدي والغلاف الحيوي والغلاف الأرضي، ويقومون بتوصيل هذه النتائج إلى صناع القرار والمجتمع العلمي والشعوب.

## التاريخ والبحث
تأسس المعهد التعاوني لأبحاث العلوم البيئية في عام 1967 وهو أقدم وأكبر المعاهد التعاونية التابعة للإدارة الوطنية للمحيطات والغلاف الجوي على مستوى الولايات المتحدة. يعمل المعهد التعاوني لأبحاث العلوم البيئية على تسهيل التعاون متعدد التخصصات بين الباحثين في جامعة كولورادو ومكتب الإدارة الوطنية للمحيطات ومجلة أبحاث الغلاف الجوي لأبحاث المحيطات والغلاف الجوي، والأقمار الصناعية البيئية الوطنية، وخدمة البيانات والمعلومات، وخدمة الطقس الوطنية.
يضم المعهد التعاوني لأبحاث العلوم البيئية أكثر من 800 عالم وموظف وطالب، وينشر علماء المعهد التعاوني لأبحاث العلوم البيئية أكثر من 500 منشور يتم مراجعته من قبل النظراء سنويًا. تشمل أمثلة الأبحاث التي تركز على الاحتياجات المجتمعية رصد التغيرات في تركيز غازات الدفيئة في الغلاف الجوي، وتقييم صحة طبقة الأوزون للأرض، وإسقاط آثار تغير المناخ على إمدادات المياه والموارد الحيوية الأخرى، وتوثيق ترقق الجليد القطبي، ومراقبة الجودة، والهواء والماء والمساعدة في الاستجابة للجفاف وحرائق الغابات، وتطوير العوامل الميكروبية لتدهور الملوثات البيئية، وتحسين التنبؤات بالزلازل، وتزويد صناع القرار بالمعلومات اللازمة لإجراء تقييمات أكثر فعالية للمخاطر.

## المراكز والبرامج
يدعم المعهد التعاوني لأبحاث العلوم البيئية أربعة مراكز توفر الرابط الوظيفي بين الإدارة الوطنية للمحيطات والغلاف الجوي و11 قسمًا في جامعة كولورادو بولدر. وتشمل المراكز ما يلي:
- مركز علم المسطحات المائية الداخلية، يدرس البحيرات والجداول المائية والأراضي الرطبة؛
- مركز أبحاث سياسات العلوم والتكنولوجيا، الذي يجري البحث والتعليم لتلبية احتياجات صناع القرار في القطاعين العام والخاص للحصول على معلومات العلوم البيئية؛
- مركز علوم الأرض والمراقبة، مع التركيز على تطوير وتطبيق تقنيات الاستشعار عن بعد لدراسة جميع جوانب نظام الأرض؛
- المركز الوطني لبيانات الثلوج والجليد، الذي يدرس العوالم المتجمدة على الأرض (وتسمى الغلاف الجليدي)، بما في ذلك الجليد البحري العائم، وجليد البحيرات، والأنهار الجليدية، والصفائح الجليدية، والغطاء الثلجي، والتربة الصقيعية.

لدى المعهد التعاوني لأبحاث العلوم البيئية أيضًا برنامجين متعددي التخصصات: تقييم المياه الغربية والتعليم والتوعية. يعد تقييم المياه الغربية واحدًا من 11 برنامجًا إقليميًا متكاملًا للعلوم والتقييمات تمولها الإدارة الوطنية للمحيطات والغلاف الجوي في جميع أنحاء الولايات المتحدة. يعمل باحثو تقييم المياه الغربية المتخصصون في المناخ والمياه والبيئة والقانون والعلوم الاجتماعية، مع صناع القرار في جميع أنحاء غرب الولايات المتحدة لإنتاج معلومات مفيدة وذات صلة بالسياسات حول تقلب المناخ وتغيره.

## روابط خارجية
- Cooperative Institute for Research in Environmental Sciences (CIRES)

لم يتم العثور على روابط لمواقع التواصل الاجتماعي.